# Manažeři (film)
Manažeři (v anglickém originále The Company Men) je americký dramatický film z roku 2010, který napsal a režíroval John Wells. Hrají v něm Ben Affleck, Kevin Costner, Chris Cooper a Tommy Lee Jones.
Premiéru měl 22. ledna 2010 na 26. ročníku filmového festivalu Sundance a od 10. prosince 2010 byl v amerických kinech uváděn jeden týden, aby se mohl ucházet o Oscary tohoto roku. Do komerční distribuce ve Spojených státech a Kanadě byl film uveden 21. ledna 2011. 

## Děj
Když loďařská společnost Global Transportation Systems (GTX) v důsledku recese propouští zaměstnance, mezi oběťmi je i Bobby Walker, korporátní manažer se šestimístným platem, rodinou a luxusním životním stylem.
Navzdory outplacementovým službám od GTX Walker nenachází nové zaměstnání. Postupně přichází o výsady, jako je členství v golfovém klubu a Porsche, a nakonec prodává svůj dům a stěhuje se s rodinou k rodičům. Nakonec je nucen přijmout manuální práci u svého švagra Jacka Dolana, který renovuje domy.
Místopředseda společnosti Gene McClary se dostává do sporu s CEO Jamesem Salingerem, kritizuje propouštění zaměstnanců v době, kdy GTX investuje do nové centrály. Salinger obhajuje kroky jako nutné pro zvýšení zisku a ochranu před převzetím konkurencí.
Další propouštění postihne i dlouholetého zaměstnance Phila Woodwarda, který se vypracoval z výrobní linky až do vedení. McClary se ho snaží zachránit, ale místo toho je sám vyhozen. Odchází od manželky a stěhuje se ke své milence, HR manažerce Sally Wilcox.
Woodward je zoufalý – zaměstnavatelé ho odmítají kvůli věku, ačkoliv jeho účty narůstají a dcera se chystá na vysokou školu. Každé ráno předstírá, že chodí do práce, ale nakonec se v garáži otráví oxidem uhelnatým.
McClary, i přes rostoucí bohatství díky akciím GTX, cítí vinu za zničené životy. Rozhodne se založit vlastní loďařskou společnost, která dá práci bývalým zaměstnancům GTX. Prvním, koho najímá, je Walker, který přichází do prázdných kanceláří začít znovu.